# Atmađa
Atmagjë en albanais et Atmađa en serbe latin (en serbe cyrillique : Атмађа) est une localité du Kosovo située dans la commune/municipalité de Prizren et dans le district de Prizren/Prizren. Selon le recensement kosovar de 2011, elle compte 1 685 habitants.
Atmagjë est également connue sous d'autres noms albanais comme Hatmaxha et Atmaxhë.

## Démographie

### Évolution historique de la population dans la localité
| 1948 | 1953 | 1961 | 1971 | 1981 | 1991  | 2011  |
| ---- | ---- | ---- | ---- | ---- | ----- | ----- |
| 295  | 320  | 480  | 636  | 946  | 1 248 | 1 685 |

|  |

### Répartition de la population par nationalités (2011)
En 2011, les Albanais représentaient 99,53 % de la population.